# Луэвано, Стивен
Стивен Луэвано (англ. Steven Luevano; род. 3 марта 1981, Лос-Анджелес, Калифорния) — американский боксёр-профессионал, выступающий в полулёгкой весовой категории. Чемпион мира в полулёгкой (версия WBO, 2007—настоящее время) весовой категории.

## Биография

### 2000—2007
Дебютировал в июне 2000 года.
В июле 2007 года состоялся бой за вакантный титул чемпиона мира в полулёгком весе по версии WBO между Стивеном Луэвано и непобеждённым Никки Куком. Луэвано нокаутировал противника в 11-м раунде.
В октябре 2007 года он победил по очкам Антонио Дэвиса.

### 15 марта2008Стивен Луэвано —Терсдак Джандаенг
- Место проведения:  Мандалей Бэй Ресорт энд Касино, Лас-Вегас, Невада, США
- Результат: Победа Луэвано единогласным решением в 12-раундовом бою
- Статус: Чемпионский бой за титул WBO в полулёгком весе (2-я защита Луэвано)
- Рефери: Роберт Бёрд
- Счет судей: Дик Флахерти (118—109), Си Джей Росс (119—109), Пол Смит (119—109) — все в пользу Луэвано
- Вес: Луэвано 57,20 кг; Джандаенг 57,20 кг
- Трансляция: HBO PPV
- Счёт неофициального судьи: Харольд Ледерман (117—110 Луэвано)

В марте 2008 года состоялся бой между Стивеном Луэвано и таиланцем Терсдаком Джандаенгом. В конце 4-го раунда Джандаенг встречным левым хуком в челюсть послал чемпиона в нокдаун. Луэвано поднялся на счёт 7. В середине 8-го раунда таиландцем провёл правый апперкот ниже пояса. Рефери приостановил бой и дал Луэвано время на восстановление. В 12-м раунде чемпион бегал от претендента. Недвольные зрители освистали чемпиона. Луэвано победил единогласным решением судей. Поединок проходил в рамках шоу, организованного телеканалом HBO, главным событием которого был бой Мэнни Пакьяо — Хуан-Мануэль Маркес.

### 28 июня2008Стивен Луэвано —Марио Сантьяго
- Место проведения:  Мандалей Бэй Ресорт энд Касино, Лас-Вегас, Невада, США
- Результат: Ничья раздельным решением в 12-раундовом бою
- Статус: Чемпионский бой за титул WBO в полулёгком весе (3-я защита Луэвано)
- Рефери: Тони Уикс
- Счет судей: Харри Дэвис (117—111 Луэвано), Дуэйн Форд (113—115 Сантьяго), Дейв Моретти (114—114)
- Вес: Луэвано 57,2 кг; Сантьяго 56,7 кг
- Трансляция: HBO PPV
- Счёт неофициального судьи: Харольд Ледерман (114—114)

В июне 2008 года Луэвано вышел на бой против Марио Сантьяго. В начале 2-го раунда Сантьяго провёл левый хук в голову. Луэвано опустился на колено. Он сразу же поднялся. После возобновления боя Луэвано провёл левый хук в бороду противника. На этот раз на колено опустился Сантьяго. Он также сразу же поднялся. Боксёры осторожно провели вторую половину раунда, не форсируя события. Бой был равным. По окончании 12-ти раундов судьи раздельным решением объявили ничью. Луэвано сохранил чемпионский титул. Поединок проходил в рамках шоу, организованного телеканалом HBO, главным событием которого был бой Мэнни Пакьяо — Дэвид Диас.

### 18 октября2008Стивен Луэвано —Билли Диб
- Место проведения:  Боардуолк Холл, Атлантик-Сити, Нью-Джерси, США
- Результат: Победа Луэвано единогласным решением в 12-раундовом бою
- Статус: Чемпионский бой за титул WBO в полулёгком весе (4-я защита Луэвано)
- Рефери: Стив Смогер
- Счет судей: Аделейд Бёрд (115—113), Дейв Моретти (116—112), Джозеф Паскуале (117—111) — все в пользу Луэвано
- Вес: Луэвано 57,2 кг; Диб 57,2 кг
- Трансляция: HBO PPV
- Счёт неофициального судьи: Харольд Ледерман (118—110 Луэвано)

В октябре 2008 года состоялся бой между Стивеном Луэвано и непобеждённым австралийцем Билли Дибом. Чемпион чаще был и чаще попадал. По итогам 12-ти раундом судьи единогласным решением отдали победу Луэвано. Поединок проходил в рамках шоу, организованного телеканалом HBO, главным событием которого был бой Бернард Хопкинс — Келли Павлик.